# Estación de Moralduro
Moralduro fue un apartadero y cargadero ferroviario, perteneciente a la línea Linares-Puente Genil, situado en el municipio español de Torredelcampo, en la provincia de Jaén. En la actualidad de Moralduro solo se conservan sus ruinas, que forman parte del trayecto de la Vía verde del Aceite.

## Instalaciones
Las instalaciones, que se encontraban situadas en el punto kilométrico 111,178 del trazado, daban salida a la producción de yesos de una cantera ubicada en las cercanías.